# فالي دي زامانزاس
بلدية فالي دي زامانزاس (بالإسبانية: Valle de Zamanzas)‏, هي إحدى بلديات مقاطعة برغش, التي تقع في منطقة قشتالة وليون, والتي تقع في شمال غرب إسبانيا.
يبلغ عدد سكانها 81 نسمة وفقاً لإحصائية سنة (2002).